# Municipio de Excelsior (Iowa)
El municipio de Excelsior (en inglés: Excelsior Township) es un municipio ubicado en el condado de Dickinson en el estado estadounidense de Iowa. En el año 2010 tenía una población de 158 habitantes y una densidad poblacional de 1,68 personas por km².

## Geografía
El municipio de Excelsior se encuentra ubicado en las coordenadas 43°23′31″N 95°19′21″O / 43.39194, -95.32250. Según la Oficina del Censo de los Estados Unidos, el municipio tiene una superficie total de 93.93 km², de la cual 93,65 km² corresponden a tierra firme y (0,3 %) 0,28 km² es agua.

## Demografía
Según el censo de 2010, había 158 personas residiendo en el municipio de Excelsior. La densidad de población era de 1,68 hab./km². De los 158 habitantes, el municipio de Excelsior estaba compuesto por el 98,73 % blancos, el 0,63 % eran amerindios y el 0,63 % eran de una mezcla de razas. Del total de la población el 0 % eran hispanos o latinos de cualquier raza.